# Bucky Larson: Born to Be a Star
 Bucky Larson: Born to Be a Star és una pel·lícula estatunidenca del 2011 dirigida per Tom Brady. Escrita per Adam Sandler, Allen Coverd i Nick Swardson, que interpreta el paper del títol, la pel·lícula, produïda per Happy Madison Produccions i distribuïda per Columbia Pictures.

## Argument
Després d'haver descobert que els seus pares van ser antigues glòries del cinema pornogràfic, un jove decideix marxar a Hollywood per convertir-se igualment en una estrella del cinema X.

## Repartiment
- Nick Swardson: Bucky Larson
- Christina Ricci: Kathy McGee
- Don Johnson: Miles Deep
- Stephen Dorff: Dick Shadow
- Ido Mosseri: J. Day
- Kevin Nealon: Gary
- Edward Hermann: Jeremiah Larson
- Miriam Flynn: Debbie Larson
- Mario Joyner: Claudio
- Nick Turturro: Antonio
- Mary Pat Gleason: Marge
- Adam Sandler: el director de casting
- Curtis Armstrong: Clint
- Brandon Hardesty: Lars
- Adam Herschman: Dale
- Pauly Shore: AFA Emcee
- Beverly Polcyn: Mrs. Bozobop
- Jonathan Loughran: Bondage guy
- Peter Dante: Dante
- Jimmy Fallon: ell mateix

## Rebuda de la crítica i al box-office
Des de la seva estrena en sales  Bucky Larson: Born to Be a Star  va tenir una majoria de crítiques negatives, no recollint cap opinió favorable al lloc Rotten Tomatoes, basat en 35 comentaris i una nota mitjana de 1.6 sobre 10 i una nota de 9 sobre 100 al lloc Metacritic, basat en 13 comentaris. A més, la pel·lícula va tenir un veritable fracàs comercial als Estats Units, ja que va arrencar al quinzè lloc del box-office des del seu primer cap de setmana d'explotació amb només 1.415.023 dòlars de recaptacions El cap de setmana següent, no aconsegueix més que recaptar 2.331.318 dòlars. En total, la pel·lícula han continuat dues setmanes al cartell en el territori estatunidenc i és classificada al quinzè lloc del box-office amb 1.936.064 la primera setmana i 2.529.395 la segona Mentre que el pressupost de rodatge es considera de deu milions de dòlars.

## Premis
La pel·lícula va ser nominada sis vegades en la 32a Cerimònia dels Razzie Awards en les categories :
- Pitjor pel·lícula
- Pitjor actor (Nick Swardson)
- Pitjor director (Tom Brady)
- Pitjor guió
- Pitjor preqüela, remake, plagi o continuació (plagi de Boogie Nights i Va néixer una estrella)
- Pitjor equip a la pantalla